# دشت آزادگان (اردستان)
دشت آزادگان (مهاباد)، روستایی از توابع بخش مهاباد شهرستان اردستان در استان اصفهان ایران است.

## جمعیت
این روستا در دهستان گرمسیر قرار دارد و براساس سرشماری مرکز آمار ایران در سال ۱۳۸۵، جمعیت آن ۳۰ نفر (۷خانوار) بوده‌است.